# Дом Д. П. Сторожева
Дом Д. П. Сторожева (Салтыкова) — историческое здание в посёлке городского типа Одоев Тульской области России. Памятник архитектуры федерального значения.

## Описание
Расположен по адресу улица Карла Маркса, 46, на перекрёстке с Гвардейской улицей. Здание вытянуто с севера на юг.
Построен в начале XIX века.
Представляет собой каменное двухэтажное разновременное сложное в плане здание, состоящее из северного объёма в классицистических формах, объединённого с эклектичным южным объёмом с помощью поздней постройки; пространственно-планировочная структура в пределах капитальных стен; габариты и высотные отметки сложной в строении крыши; высотные отметки междуэтажного и венчающего карнизов.
В настоящее время в здании располагается школа имени Владимира Дмитриевича Успенского.